# Sherlock Holmes jagt Jack the Ripper
Sherlock Holmes jagt Jack the Ripper, im englischen Original Sherlock Holmes vs. Jack the Ripper, ist ein 2009 erschienenes Point-and-Click-Adventure und das fünfte Spiel in der von Frogwares entwickelten Sherlock-Holmes-Reihe. Das Spiel kann sowohl in der klassischen Third-Person-Perspektive als auch in der Egoperspektive gespielt werden. Es wurde von Frogwares entwickelt und über den deutschen Publisher Focus Home Interactive veröffentlicht.

## Handlung
Die Handlung des Abenteuers spielt im Jahre 1888, in der Hochphase der Industriellen Revolution, und konzentriert sich auf Whitechapel, einen Stadtteil in London, der Hauptstadt Englands. Eine ungeklärte Mordserie erschüttert Whitechapel, ein von Armut, Prostitution und Einwanderung geprägtes Arbeiterviertel im East End. Die Opfer sind ausschließlich Prostituierte, die in den dunklen Gassen ihren Geschäften nachgehen.
Der Mörder, nur unter dem von einem Journalisten erfundenen Pseudonym „Jack the Ripper“ bekannt, scheint nicht zu fassen zu sein. Der berühmte Meisterdetektiv Sherlock Holmes beginnt sich aufgrund eines Zeitungsartikels für den Fall zu interessieren. Obwohl er von der Polizei strikt angewiesen wird, sich vom Fall und von den Tatorten fernzuhalten, nimmt er zusammen mit seinem Freund Dr. Watson die Ermittlungen auf. Holmes versucht durch die Untersuchung der Tatorte, das Sammeln von Hinweisen und das Erarbeiten zahlreicher Schlussfolgerungen, Jack the Ripper zu überführen.

### Charaktere
- Sherlock Holmes: Ein berühmter Detektiv aus der Baker Street, der versucht, die Mordserie aufzuklären.
- Dr. Watson: Ein Arzt und Holmes bester Freund, der ihm bei den Ermittlungen hilft.
- Jack the Ripper: Ein Serienkiller, der im Bezirk Whitechapel Prostituierte tötet.
- Frederick Abberline: Ein Polizeiinspektor, mit der Aufklärung der Mordserie befasst. Er zweifelt an Holmes und will den Fall alleine lösen.
- Baker Street Irregulars: Eine Bande von Straßenkindern, die Holmes bei den Ermittlungen hilft.

## Spielprinzip
Der Spieler kann das Spiel sowohl aus der Ego- als auch aus der Third-Person-Perspektive spielen. Der Spieler übernimmt abwechselnd die Kontrolle über Holmes und Watson, der hier im Gegensatz zu den anderen Teilen der Reihe ein vollwertiger Spielercharakter ist.
Holmes und Watson beginnen den Fall jeweils mit der Untersuchung des Tatorts und der Leiche. An jedem Tatort kann der Spieler mit Hilfe von Hinweisen und Merkmalen versuchen, den Tathergang zu rekonstruieren. Am Ende einer Untersuchung kann aus einer Liste die richtige Lösung ausgewählt werden. Auch in seiner Wohnung in der Baker Street muss Holmes Rätsel lösen. Hierzu stehen ihm Aufzeichnungen der geführten Dialoge zur Verfügung, mit deren Hilfe der Zeitpunkt des Mordes sowie mögliche Motive ermittelt werden können. So erschließt sich ihnen dann zum Beispiel, dass einfacher Raubmord als Motiv nahezu ausscheidet, da alle Opfer keinerlei Reichtümer oder Wertsachen besaßen. Auch sonst gibt es im Spiel viele Rätsel zu lösen. Solche Rätsel können Gegenstände in der Spielwelt beinhalten, mit denen man interagieren kann.

## Rezeption
Das Spiel erhielt von zahlreichen Computerzeitschriften positive Bewertungen, so zeichnete etwa das Magazin GameStar diesen Teil der Sherlock-Holmes-Serie mit 73 Prozent aus, lobte die interessante und spannende Handlung und bezeichnete das Spiel als „das bis jetzt beste Meisterdetektiv-Adventure von Frogware“.
PC Games bewertete das Spiel mit 74 Prozent und rühmte die Geschichte und die zur Trostlosigkeit von Whitechapel passende Atmosphäre. Die höchste Wertung vergab die Website Adventures United mit 83 Prozent.